# 40 Cancri
40 Cancri, som är stjärnans Flamsteed-beteckning, är en dubbelstjärna, belägen i den mellersta delen av stjärnbilden Kräftan. Den har en skenbar magnitud av ca 6,61 och kräver åtminstone en handkikare för att kunna observeras. Baserat på parallax enligt Gaia Data Release 2 på ca 5,2 mas, beräknas den befinna sig på ett avstånd på ca 626 ljusår (ca 192 parsek) från solen och ingår i den öppna stjärnhopen Praesepe (Messier 44). Den rör sig bort från solen med en heliocentrisk radialhastighet på ca 34 km/s.

## Egenskaper
Primärstjärnan 40 Cancri är en blå till vit stjärna i huvudserien av spektralklass A1 V. Den har en massa som är ca 2,5 solmassor, en radie som är ca 2,7 solradier och utsänder från dess fotosfär ca 74 gånger mera energi än solen vid en effektiv temperatur av ca 9 400 K.
40 Cancri visar varken ett organiserat magnetfält eller någon kemisk egenhet, men har en ovanligt hög temperatur för dess luminositet och anses därför vara en extrem blå straggler. Detta tyder på att den är en andra generationens stjärna som bildats genom en kollision av två stjärnor med låg massa för ca 5–350 miljoner år sedan. Kollisionen kan ha varit antingen mellan två separata stjärnor i stjärnhopen eller sammanslagning av en dubbelstjärna.
40 Cancri har en följeslagare med gemensam egenrörelse, belägen vid en vinkelseparation av 0,425 ± 0,009 bågsekunder vid en positionsvinkel på 127,6 ± 0,5° år 1983. Detta objekt är 2,5 ± 0,5 magnituder svagare än primärstjärnan och är troligtvis en stjärna av spektraltyp F med en massa av ca 1,5 solmassor. Den projicerade separationen mellan paret är 80 AE och deras omloppsperiod är 450 år eller mer.